# سنبوق

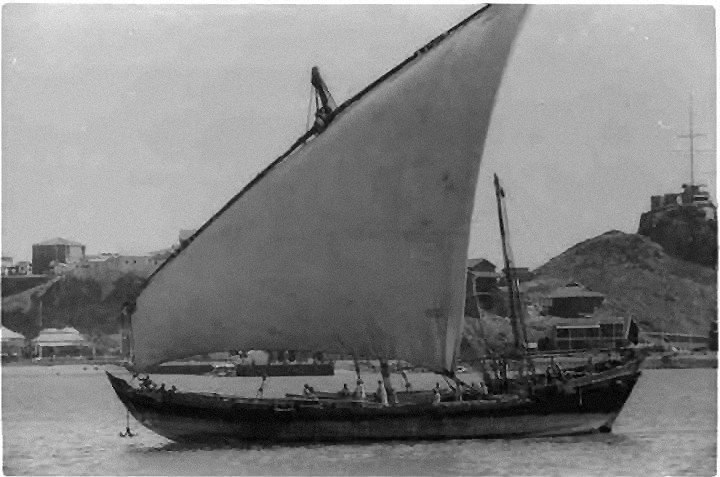
سنبوك في عدن، 1936.

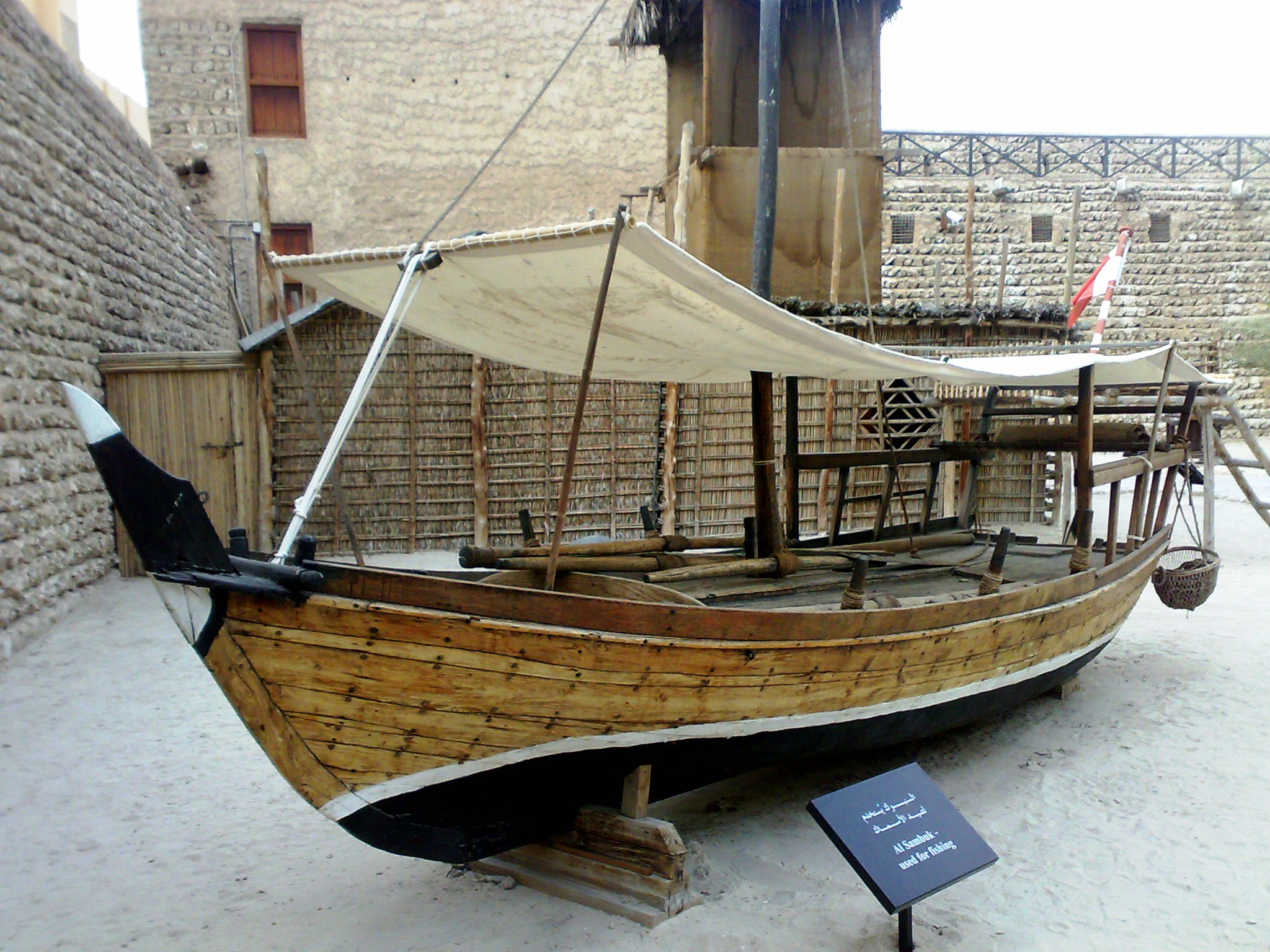
بدن السنبوك الصغير في متحف دبي في حصن الفهيدي في الإمارات.

السنبوق أو السنبوكأو الصنبوق هو نوع من سفن الداو، وهو مركب شراعي خشبي تقليدي. يتميز بتصميم عارضة مميزة، مع منحنى حاد أسفل الجزء العلوي من المقدمة. كان السنبوك سابقاً يحتوي على نقوش مزخرفة.
وهي سفينة شراعية كويتية تستخدم لحرفة الغوص على اللؤلؤ. كما يصنع السنبوك في دول الخليج العربي واليمن وموانئ أهل الحجاز المطلة على البحر الأحمر.

## التأثيل
جاء في تاج العروس لمرتضى الزبيدي. (سنبق الــسنْبُوقُ، كعُصْفُورٍ أَهْمَله الجَماعَةُ، وقالَ الصّاغانِيًّ: زَوْرَقٌ صَغِيرٌ يَعْمَلُ فِي سَواحِل البَحْرِ، قَالَ: وَهِي لُغَةُ جَمِيع أهْلِ سَواحِلِ بَحْرِ اليَمَنِ.
قلتُ: وَفِي أَصالَةِ نُونِه نَظَر، وقالَ الصّاغانِي فِي التكملة: هُوَ فُنْعُول، من السَّبْقِ).

## التصميم
يتراوح طول قاعدة السنبوك بين 40 و60 قدماً، وله صاريتان وعدد كبير من المجاديف. ويتميز السنبوك الكويتي بمؤخرة شبه مربعة مزينة بالنقوش والزخارف.